# Tossal de l'Àliga (Montferrer i Castellbò)
El Tossal de l'Àliga és una muntanya de 2.157 metres que es troba al municipi de Montferrer i Castellbò, a la comarca de l'Alt Urgell.